# Toro Rosso STR9
A Toro Rosso STR9 egy Formula–1-es versenyautó, amelyet a Scuderia Toro Rosso versenyeztetett a 2014-es Formula–1 világbajnokságon. Pilótái az előző évben is a csapatnál versenyző Jean-Éric Vergne, és a távozó Daniel Ricciardo helyére érkező újdonsült orosz GP3-as bajnok Danyiil Kvjat voltak.

## Áttekintés
A második turbókorszak első évének a Toro Rosso is, akárcsak a "nagy" csapat Red Bull, Renault-motorokkal futottak neki, ezzel a 2001-es Benetton B201 óta ez volt az első olasz licensszel versenyző autó, melyben Renault-motor volt. Külsőre a változások szembetűnőek voltak az előző évhez képest: elsőre a hosszan előrelógatott, aerodinamikai szempontból hasznos, ám kevéssé esztétikus orr-rész a legfeltűnőbb, a hozzá kapcsolódó vályús kialakítással, de az oldaldobozok is íveltebbek és karcsúbbak lettek. Az idényben valamennyi pilótának saját rajtszámot kellett választani: Vergne a 25-öst (gokartos szám), Kvjat a 26-ost választotta (születésnapja alapján).
A csapat 2014-ben az előző évhez hasonlóan csak alkalmi pontszerző volt, ellenben főként az év első felében a Renault-motoros csapatokat halmozottan sújtó motormeghibásodások őket is utolérték, és számtalanszor kiestek. Legjobb eredményük Vergne hatodik helye volt Szingapúrban. Érdekesség, hogy a japán nagydíj szabadedzésén életében először ezt a Formula–1-es autót vezette Max Verstappen, míg motorhiba miatt neki is fel nem kellett adnia a körözgetést.

## Eredmények
(Táblázat értelmezése)

(Félkövér: pole-pozícióból indult; dőlt: leggyorsabb kört futott) 

| Év   | Csapat              | Motor                  | Gumi | Versenyzők       | 1          | 2        | 3       | 4    | 5             | 6      | 7      | 8        | 9              | 10          | 11           | 12      | 13          | 14        | 15    | 16          | 17  | 18       | 19                      | Pont | Helyezés |
| ---- | ------------------- | ---------------------- | ---- | ---------------- | ---------- | -------- | ------- | ---- | ------------- | ------ | ------ | -------- | -------------- | ----------- | ------------ | ------- | ----------- | --------- | ----- | ----------- | --- | -------- | ----------------------- | ---- | -------- |
| 2014 | Scuderia Toro Rosso | Renault Energy F1-2014 | P    |                  | Ausztrália | Malajzia | Bahrein | Kína | Spanyolország | Monaco | Kanada | Ausztria | Nagy-Britannia | Németország | Magyarország | Belgium | Olaszország | Szingapúr | Japán | Oroszország | USA | Brazília | Egyesült Arab Emírségek | 30   | 7.       |
| 2014 | Scuderia Toro Rosso | Renault Energy F1-2014 | P    | Jean-Éric Vergne | 8          | KI       | KI      | 12   | KI            | KI     | 8      | KI       | 10             | 13          | 9            | 11      | 13          | 6         | 9     | 13          | 10  | 13       | 12                      | 30   | 7.       |
| 2014 | Scuderia Toro Rosso | Renault Energy F1-2014 | P    | Danyiil Kvjat    | 9          | 10       | 11      | 10   | 14            | KI     | KI     | KI       | 9              | KI          | 14           | 9       | 11          | 14        | 11    | 14          | 15  | 11       | KI                      | 30   | 7.       |

† Kiesett, de a verseny 90%-át teljesítette, így teljesítményét értékelték.
A szezonzáró futamon dupla pontokat osztottak.